# Protestes contra l'empresonament de Pablo Hasél
Les protestes contra l'empresonament de Pablo Hasél són una sèrie de marxes i concentracions que es van iniciar el 16 de febrer de 2021, i s'estengueren els següents dies, després que el cantant Pablo Hasél fos detingut al rectorat de la Universitat de Lleida, on s'havia tancat amb una cinquantena de simpatitzants. Arran de les protestes, als Països Catalans hi va haver quaranta-vuit persones detingues i desenes de causes judicials obertes.

## Context

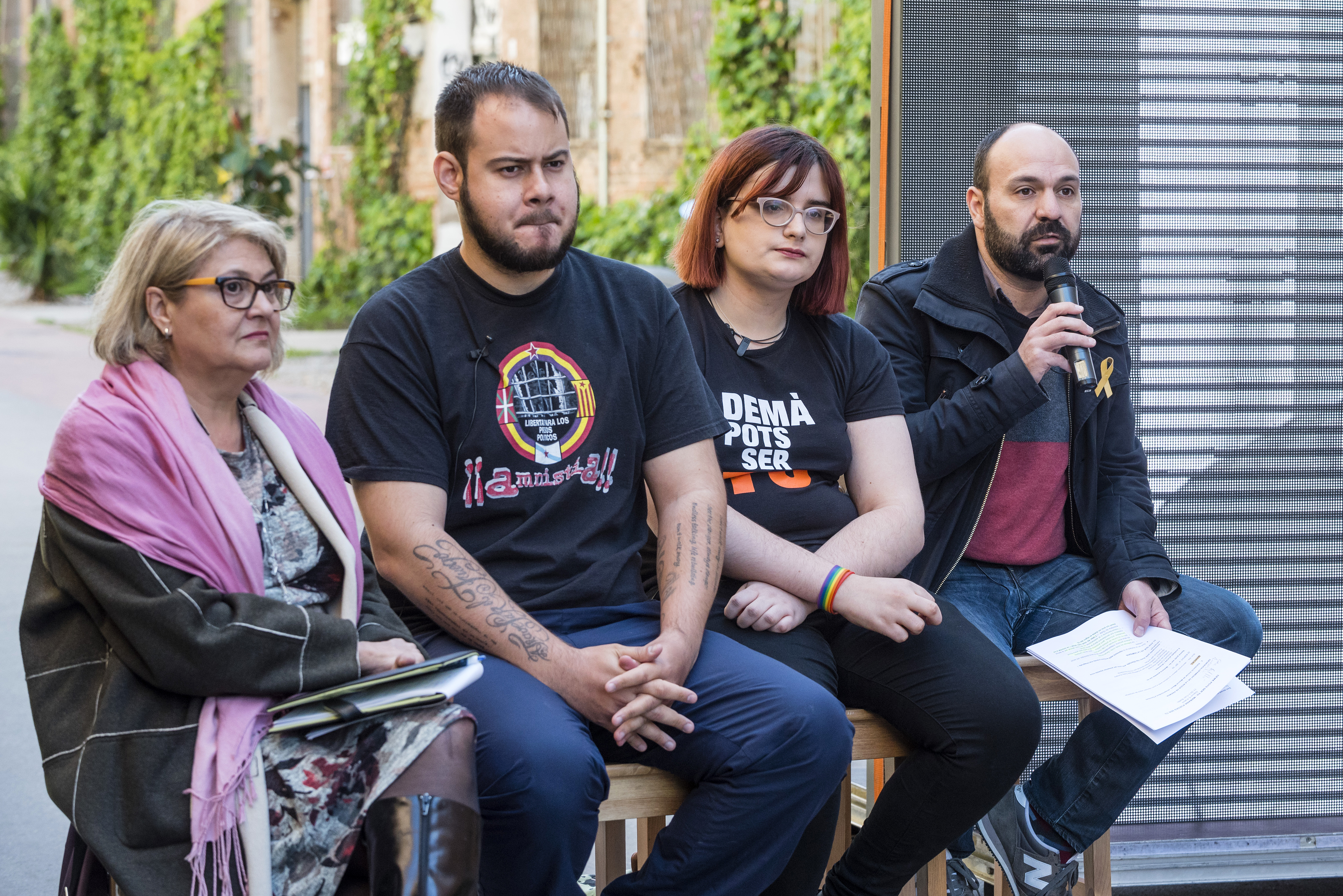
Hasél participant en un acte de la campanya «Demà pots ser tu», d'Òmnium Cultural, el 2018.

El març de 2017 la Fiscalia General de l'Estat va sol·licitar contra Hasél cinc anys de condemna per delictes d'enaltiment del terrorisme, calúmnies i injúries contra la Corona i calúmnies i injúries contra les institucions de l'Estat, que se sumarien als dos que ja tenia. Va ser condemnat el 2 de març de 2018 a una pena de dos anys i un dia de presó, més una multa de 24.300 euros, per la Sala Penal de l'Audiència Nacional que el va considerar culpable dels delictes d'enaltiment del terrorisme i injúries a la Corona i institucions pels seus comentaris i insults a les xarxes socials. En la sentència es diu que les publicacions de Hasél suposen «una actuació conjunta, dirigida contra l'autoritat de l'Estat en les seves múltiples formes, menyspreant i denigrant-los personalment i en conjunt, al·ludint a la necessitat d'anar més enllà en un comportament violent, fins i tot amb la utilització de terrorisme [...]». Després de l'apel·lació, la pena va quedar rebaixada l'any 2020 a una condemna de nou mesos de presó.
El 28 de gener de 2021, l'Administració de Justícia va donar a Hasél deu dies per entrar a la presó voluntàriament, a través d'una notificació al seu advocat. El 2 de febrer li ho van notificar a l'artista. El raper es va negar a l'ingrés voluntari i va ocupar la Universitat de Lleida el 15 de febrer juntament amb un grup de simpatitzants.
L'endemà, els Mossos d'Esquadra van accedir al recinte del rectorat per detenir-lo. L'Audiència Nacional va desestimar el recurs de súplica de l'artista per no entrar a la presó atès els seus antecedents penals, ja que no complia els requisits necessaris perquè es pugui suspendre l'ingrés a la presó.
Més de 200 artistes de l'Estat espanyol de diferents disciplines culturals havien signat un manifest donant suport a la llibertat de Hasél una setmana abans de la seva entrada a presó.
Pocs dies després, el 18 de febrer de 2021, l'Audiència de Lleida va confirmar una altra sentència de dos anys i mig de presó que el condemnava per obstrucció a la justícia i amenaces a un testimoni, fets succeïts l'octubre de 2017.

## Fets

### 16 de febrer

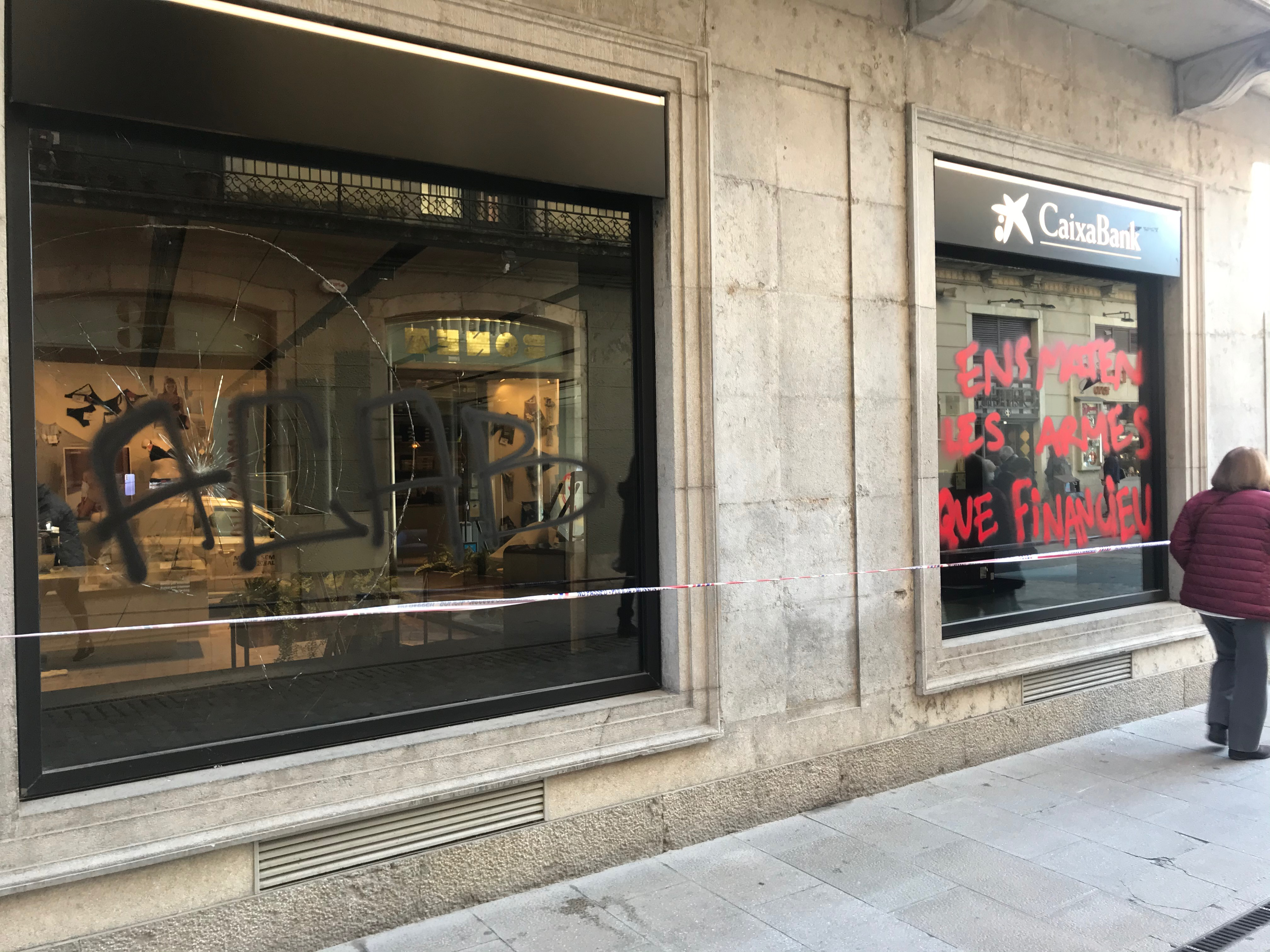
Una sucursal de La Caixa danyada després dels aldarulls del 16 de febrer a Girona.

En el primer dia de protestes el mateix dia de la detenció, es convocaren concentracions en més de setanta municipis dels Països Catalans i altres punts de l'Estat espanyol en protesta per l'empresonament del raper lleidatà. Foren especialment concorregudes a Girona, amb 5.000 assistents i a Barcelona. Al cap i casal fou convocada a la plaça de Lesseps i la marxa acabà amb diversos enfrontaments amb el dispositiu policial d'antiavalots; episodis de tensió que també es van viure a altres llocs com València, Girona —on es van atacar quatre oficines bancàries i es van trencar senyals de trànsit— i Vic, on s'atacà la comissaria dels Mossos. També a Lleida, ciutat natal del cantant, s'hi concentraren des de les 19 h més de 2.000 persones —1.400 segons la policia local— amb el lema «Pablo Hasél, amnistia total» que encapçalava la marxa. A la ciutat de Tarragona, gairebé 1.000 persones es concentraren a la Rambla Nova. A les Illes Balears va haver-hi una manifestació principal a Palma, una altra a Sa Bassa de Manacor i també a la plaça Miranda de Maó. També hi hagué manifestacions el mateix dia 16 a ciutats com Pamplona.

### 17 de febrer

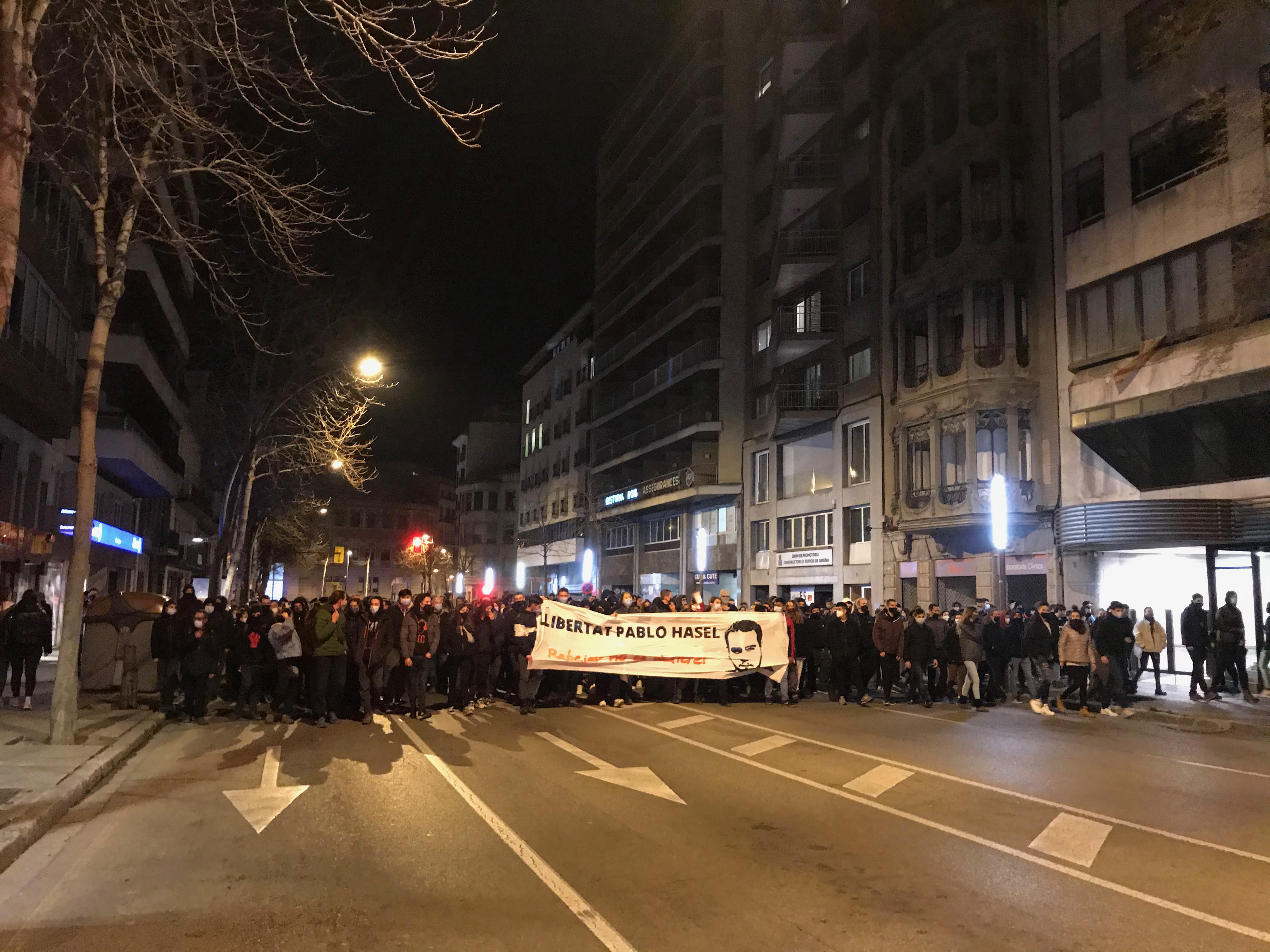
Manifestació del 17 de febrer a Girona

El segon dia de mobilitzacions, les protestes es repetiren en una desena de ciutats i es van estendre a altres ciutats de l'Estat espanyol —principalment Madrid i Granada— marcades per la tensió després de les càrregues policials que es van produir en la primera nit de reacció contra l'empresonament del raper lleidatà, que van deixar catorze persones detingudes a Catalunya i, a Barcelona, una noia perdé un ull com a resultat de l'impacte d'un projectil de foam disparat per la policia. La indignació dels manifestants es multiplicà a causa de la repressió policial de la nit anterior i les protestes desembocaren en aldarulls, crema de contenidors i llançament d'objectes.
A Girona, unes 600 persones van participar en la manifestació que va recórrer el centre de la ciutat. Davant de la Subdelegació del Govern, un grup de manifestants va llançar petards i vidres contra la policia, que després es va desplegar per tota la plaça de l'U d’Octubre i va fer dispersar els manifestants fins al Barri Vell, on es van registrar els enfrontaments més durs amb la policia. Els aldarulls van deixar jardineres, llambordes, tanques i contenidors encesos al Pont de Pedra, al carrer de Santa Clara i a la Rambla de la Llibertat.
Un total de 33 persones van ser detingudes a Catalunya: 12 a Barcelona, 14 a Lleida, 5 a Girona i 2 a Tarragona.

### 18 de febrer
El tercer dia de mobilitzacions a Barcelona i València es van concentrar centenars de persones, a Tarragona prop de 200, que van acabar tallant l'autovia A-7, i a Sabadell unes 250 persones. En totes quatre ciutats es van produir enfrontaments entre la policia i els manifestants, amb un balanç de setze detencions. Almenys 8 persones van ser detingudes a Barcelona, 8 a València i 6 van haver de ser ateses per serveis d'emergències per ferides, dues d'elles greus.
Les càrregues policials a València, que recordaren la brutalitat policial sense precedents que va protagonitzar la Primavera Valenciana, amb colps de porra contundents, recollides en nombrosos testimonis videogràfics, aixecaren una tempesta política al País Valencià, amb peticions de dimissió de la delegada del Govern espanyol, Glòria Calero. La nit al centre de la capital valenciana es va saldar amb almenys nou detencions. Entre les detingudes hi hagué una persona sense llar que va ser colpejada, tot i que, una dona ho va intentar impedir, explicant als agents la seua situació i que tenia problemes de salut mental, fet que va comportar també la seua detenció. Amb el fort desplegament policial, format per almenys quinze furgonetes de la Unitat d'Intervenció de la Policia Nacional espanyola, esclataren moments de gran tensió, amb diverses càrregues, que van començar en el moment en què les assistents a la convocatòria van intentar avançar des de la plaça de Sant Agustí. Més tard, es van tornar a produir en diverses ocasions, quan els antidisturbis van fer córrer als manifestants amb l’objectiu de separar-los en grups menuts. Manifestants, periodistes, fotògrafs i diverses persones que es trobaven al carrer durant els aldarulls foren agredides pels agents.
La tarda del mateix dia 18, el jutjat de Barcelona va ordenar presó provisional sense fiança per un dels detinguts. En altres ciutats com Girona la convocatòria d'aquell dia es va concretar a les portes dels jutjats per reclamar la llibertat dels cinc detinguts de la nit anterior. Aquell mateix dia, l'Ajuntament de Girona va fer públic el balanç provisional en danys en contenidors, senyals i paviment, que sumava més de 2.500 euros.

### 19 de febrer

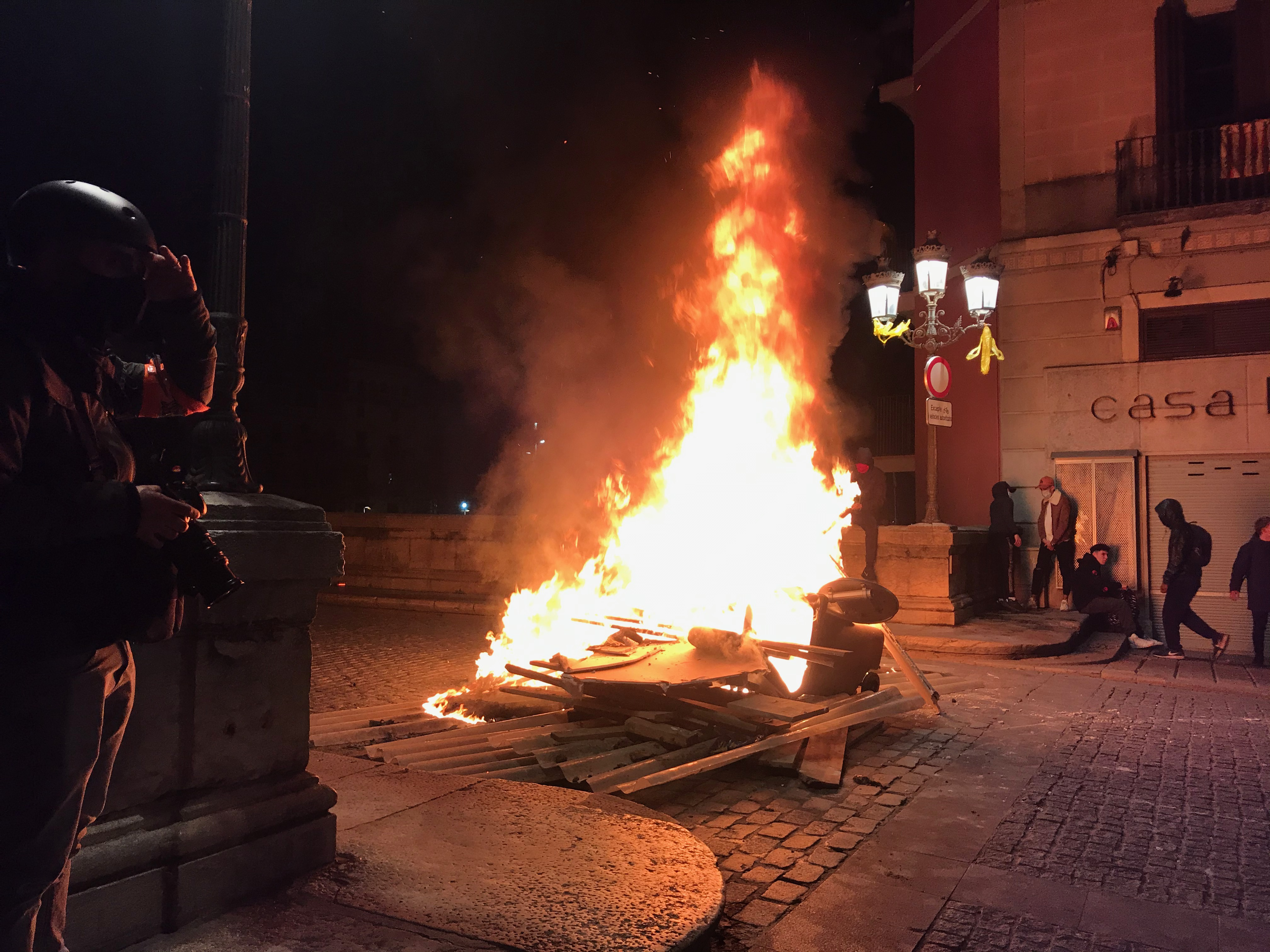
Foguera al Pont de Pedra de Girona el vespre del 19 de febrer.

El Sindicat d'Estudiants dels Països Catalans (SEPC) va convocar una vaga universitària per la llibertat de Pablo Hasél. Sota el lema «Amnistia i independència, les universitats per la llibertat», s'organitzaren concentracions a les quatre capitals del Principat i manifestacions al vespre. El manifest del SEPC, que recordà que Hasél va ser detingut a la Universitat de Lleida, reivindicà els centres universitaris com espais de llibertat d'expressió i lliures de policia, i demanà més fermesa dels rectorats a l'hora de defensar el dret a la llibertat d'expressió. Les manifestacions principals van ser a Barcelona, Lleida i Girona.
A la tarda a Catalunya hi va haver diverses manifestacions: a Barcelona, amb centenars de persones, a Tarragona amb unes dues-centes persones, a Girona amb mig miler de persones i a Vilafranca del Penedès. A la ciutat de Girona, el diputat electe per la Candidatura d'Unitat Popular i alcalde de Celrà, Dani Cornellà va ser traslladat a un centre d'atenció primària en rebre un cop de porra al cap. Els Mossos havien dispersat els manifestants entre el Barri Vell i La Copa, on van detenir dues persones per llançar pedres contra la línia policial. Un grup també va atacar quatre oficines bancàries del centre de la ciutat i va aixecar una foguera al Pont de Pedra amb material d'obra. El Sistema d'Emergències Mèdiques (SEM) va atendre dos ferits durant els aldarulls a Girona.

### 20 de febrer

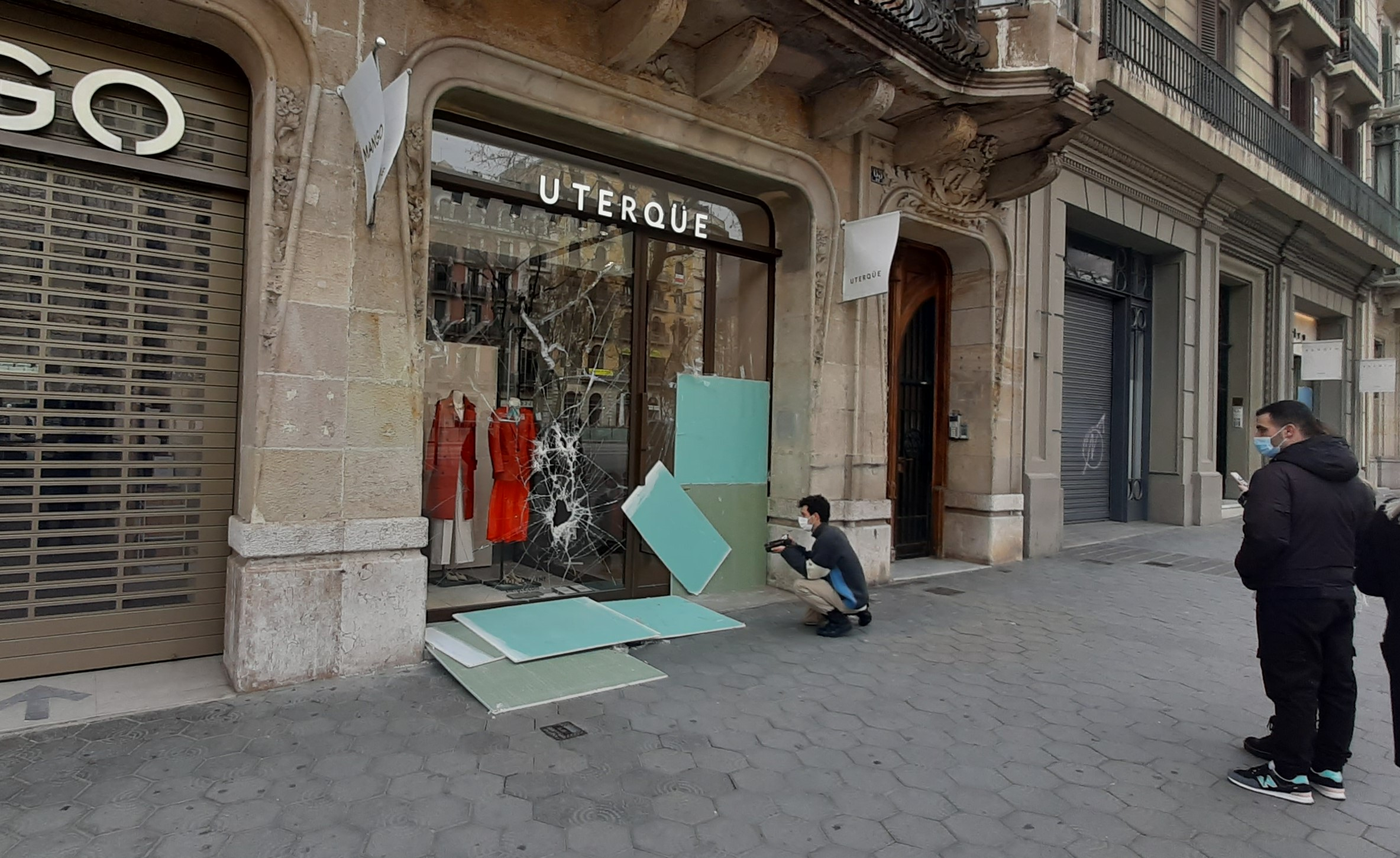
Una de les botigues del Passeig de Gràcia, el dia després de les protestes.

El dissabte 20 de febrer es van convocar més de 60 manifestacions arreu dels Països Catalans, així com prop de 30 a d'altres ciutats de l'Estat espanyol com Pamplona, Santander o Màlaga on es concentraren entre 100 i 200 persones a cada ciutat, i a Bremen (Alemanya), Milà (Itàlia) i Buenos Aires (Argentina). A Barcelona, segons la Guàrdia Urbana, es van concentrar unes 6.000 persones i prop d'un miler de persones a Sabadell.
A la ciutat de Barcelona es van produir enfrontaments entre la policia i els manifestants, així com el saqueig en algunes botigues de luxe del Passeig de Gràcia i un atropellament a Cubelles a un manifestant. El balanç a final del dia va ser de 15 persones detingudes i 17 persones ateses pel SEM. Particularment controvertida fou la maniobra practicada contra un grup de manifestants al carrer Gran de Gràcia, en la qual els acorralaren, encapsularen i atacaren. Durant la maniobra es pogueren sentir crits de ràbia i insults contra els manifestants, amb cops de porra al cap i a les costelles. Més tard, una font dels Mossos d'Esquadra reconegué que la maniobra no fou encertada.

### 21 de febrer
El diumenge 21, sisè dia consecutiu de protestes, es van concentrar un miler de persones al centre de Barcelona. La manifestació va començar a l'estació de Sants amb una forta presència policial i va avançar a peu fins a Via Laietana on hi va haver enfrontaments amb la policia. Es van detenir 8 persones en total, 5 d'elles per robatori en una botiga de roba aprofitant les manifestacions i un total de 6 persones van ser ateses pels serveis mèdics. També hi va haver concentracions a Girona amb unes dues-centes persones i a Tortosa amb un centenar.
En el sisè dia de reivindicacions, aquestes ja no reclamaven només l'alliberament de Pablo Hasél sinó també «per la sanitat, l'educació, la precarietat».

### 22 de febrer
Unes 700 persones a Barcelona es van concentrar a Arc del Triomf sota el lema «Brimo dissolució». Hi va haver enfrontaments amb la policia, aquesta vegada, però, de forma molt menys intensa, tot i que una persona va ser detinguda a Barcelona. També hi va haver manifestacions a Girona (amb unes dues-centes persones), Tarragona (amb unes cent persones), Barberà del Vallès, Elx, Girona, Lleida, Tarragona i Coïmbra. A Girona es van llençar proclames per l'absolució de l'activista Marcel Vivet, acusat de lesions, i també a favor de la llibertat d'expressió, reclamant l'amnistia i exigint la dissolució de la Brimo.
El mateix dia 22, l'organització antirepressiva Alerta Solidària va comunicar l'ingrés a presó sense fiança d'un activista detingut el dia anterior del barri de Sants, segons la jutgessa, «per impedir la reiteració de delictes».

### 23 de febrer
Un miler de persones es van reunir a la Plaça de Sants a Barcelona per demanar l'alliberament del manifestant detingut el dia anterior. Per altra banda, a la Plaça del Doctor Letamendi, també a Barcelona, es van reunir unes 450 persones per protestar contra l'empresonament de Pablo Hasél. També hi va haver una manifestació, que va acabar amb enfrontaments amb els Mossos d'Esquadra, a Vilanova i la Geltrú.

### 24 de febrer
La novena nit de mobilitzacions va destacar per la baixada d'intensitat en quan al nombre de manifestants. Hi va haver almenys dues concentracions a Barcelona i Vilanova i la Geltrú i una assemblea a la plaça Josep Pla de Girona.

### 25 de febrer
El conseller d’Empresa i Coneixement, Ramon Tremosa, va condemnar la violència en les protestes dels últims dies, va demanar «que aïllin els elements que aprofiten causes legítimes per manifestar-se i cometre actes de pillatge i violència contra mobiliari urbà i comerços» i va assegurar que «el respecte als contractes firmats i l'absència de violència: sense aquestes dues condicions no hi ha possibilitat de civilització».

### 26 de febrer
Centenars de persones van participar en una marxa convocada al Raval de Montserrat a Terrassa. Tenien intenció d'arribar fins a la comissaria de la Policia Nacional, però una línia policial dels Mossos els ho impedí. Després que alguns manifestants haguessin fet llançaments d'objectes i pirotècnia contra la línia policial, els agents van carregar i dispersar la concentració. Foren detingudes set persones.

### 27 de febrer
A la tarda, diferents col·lectius —majoritàriament independentistes— van convocar una marxa a la plaça de la Universitat de Barcelona fins al barri de Raval passant pel barri de Sant Antoni. Milers de manifestants van respondre a la convocatòria i la marxa va transcórrer sense incidents. Després que la manifestació fos desconvocada, es van produir diversos incidents: destrosses d'alguns bancs, hotels, comerços i mobiliari urbà i també la crema d'una furgoneta de la Guàrdia Urbana a la comissaria de la Rambla. Els Mossos van detenir almenys 14 persones. També hi hagué mobilitzacions a Lleida, Tarragona, Vic, Girona i Sabadell.

### 25 de març
Una vintena de persones ocuparen la delegació de la Unió Europea a Barcelona demanant la llibertat del raper Pablo Hasél i exhibiren cartells on es podia llegir «EU doesn't defend our rights».

### 15 de maig
Tingué lloc una manifestació a la plaça de Víctor Siurana, davant el rectorat de la Universitat de Lleida, amb motiu dels tres mesos de l'empresonament del raper a la presó de Ponent i amb el lema «3 mesos sense Pablo Hasél, 82 anys sense democràcia». Diverses entitats, entre les quals l'Assemblea Nacional Catalana i Òmnium Cultural, hi assistiren per solidaritat antirepressiva amb Hasél. La manifestació recorregué els carrers de Lleida fins a la presó. La mobilització tingué mig miler assistents, amb petards i música del raper a través d'un altaveu. A més de crits reclamant la llibertat de Hasél, es cridaren proclames com «Violència és no arribar a final de mes». Entre els assistents hi havia el vicepresident d'Òmnium, Marcel Mauri, la presidenta de l'ANC, Elisenda Paluzie, i el diputat de la Candidatura d'Unitat Popular Xavier Pellicer.

## Abusos policials
Durant els dies de les protestes es van reportar diverses actuacions per part dels Mossos d'Esquadra (a Catalunya) i de la Policia Nacional (al País Valencià i Madrid) que van ser qualificades d'abusos policials. Actuacions tals com vexacions verbals per part de Mossos d'Esquadra i la Policia Nacional a persones detingudes a Barcelona i Madrid. En aquesta ciutat, es produí una agressió física per part de la Policia Nacional a un jove detingut, que va rebre, presumptament, cops de puny a la cara un cop detingut. També es violà el dret a defensa a persones detingudes, incomunicant, presumptament, la persona i el seu representant legal.

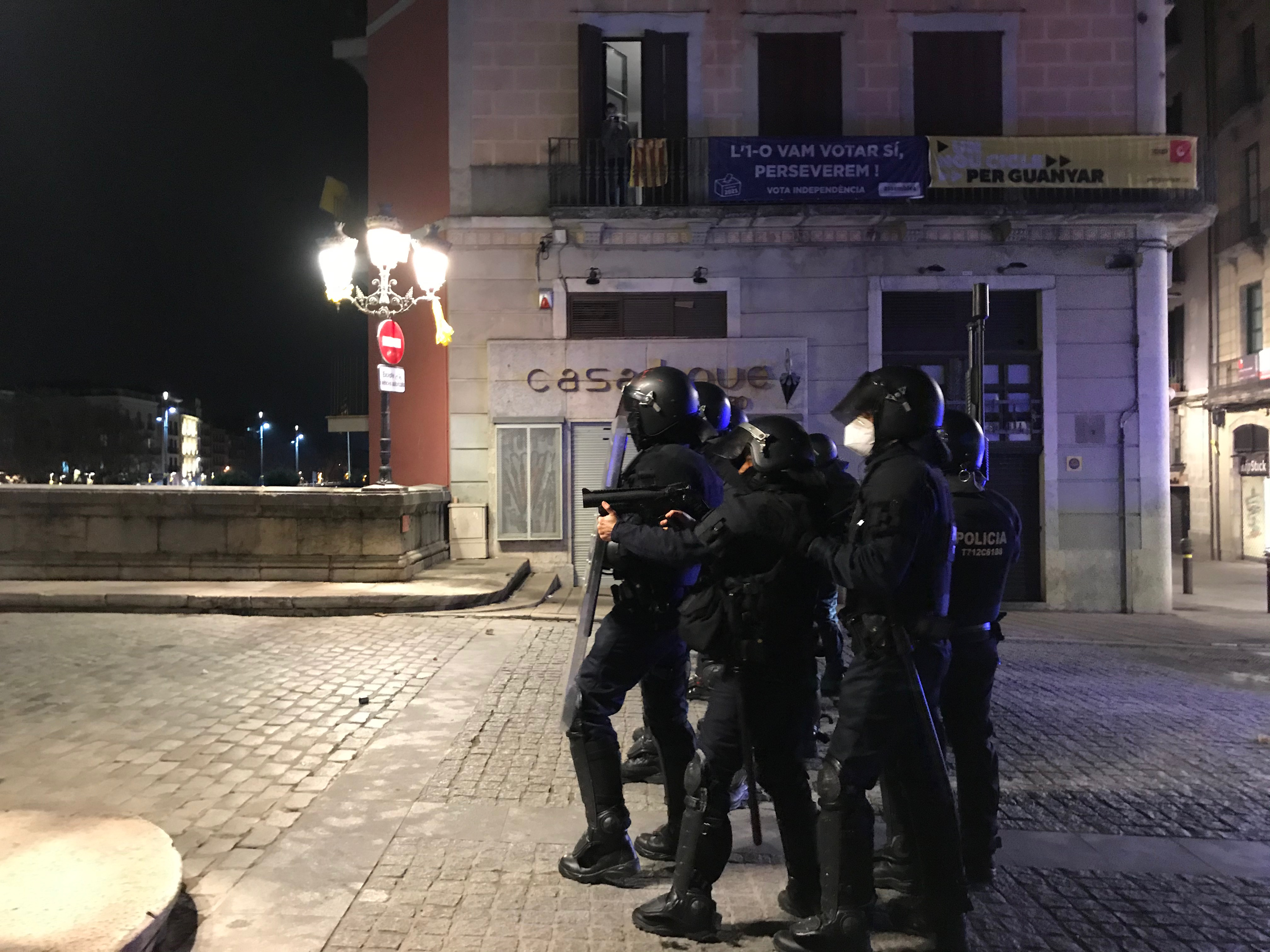
Grup de la BRIMO a Girona durant les protestes del 17 de febrer

Tanmateix, d'altres actuacions durant les manifestacions van ser catalogades com a desproporcionades i van obrir el debat sobre el model policial a Catalunya. Per una banda els Mossos d'Esquadra van disparar fins a 420 bales de foam durant les dues primeres nits, una d'elles a la cara d'una manifestant que li va causar la pèrdua de visió d'un ull per l'impacte. Durant la tercera nit de protestes, els Mossos d'Esquadra van utilitzar la tècnica del carrusel, consistent en dispersar els manifestants amb vehicles a tota velocitat, a Barcelona. A València, la Policia Nacional va carregar contra manifestants pacífics. A Lleida, l'advocat de set persones detingudes va denunciar l'agressió als seus representats en el moment de la seva detenció.
El 20 de febrer, el cos de Mossos d'Esquadra a Barcelona va encapsular un grup de manifestants, provocant diversos ferits. Aquesta maniobra fou particularment controvertida, tant per la violència com perquè es pogueren sentir crits de ràbia i insults contra els manifestants. Més tard, una font dels Mossos d'Esquadra reconegué que la maniobra no fou encertada.

## Atacs a la premsa
Durant les protestes es van protagonitzar diversos atacs a periodistes tant per part dels Mossos d'Esquadra com d'alguns manifestants. Almenys una quinzena de periodistes han denunciat rebre impacte de foam durant els moments més tensos de les manifestacions. A més a més, es va denunciar que la periodista d'À Punt Mar Segura va rebre cops de porra a València. També es van denunciar almenys tres impactes d'objectes llençats per manifestants a dos periodistes així com vexacions.
El 19 de febrer es va reportar també un atac a la seu d'El Periódico quan alguns manifestants van realitzar pintades als vidres i en van llençar objectes fins a trencar-los.

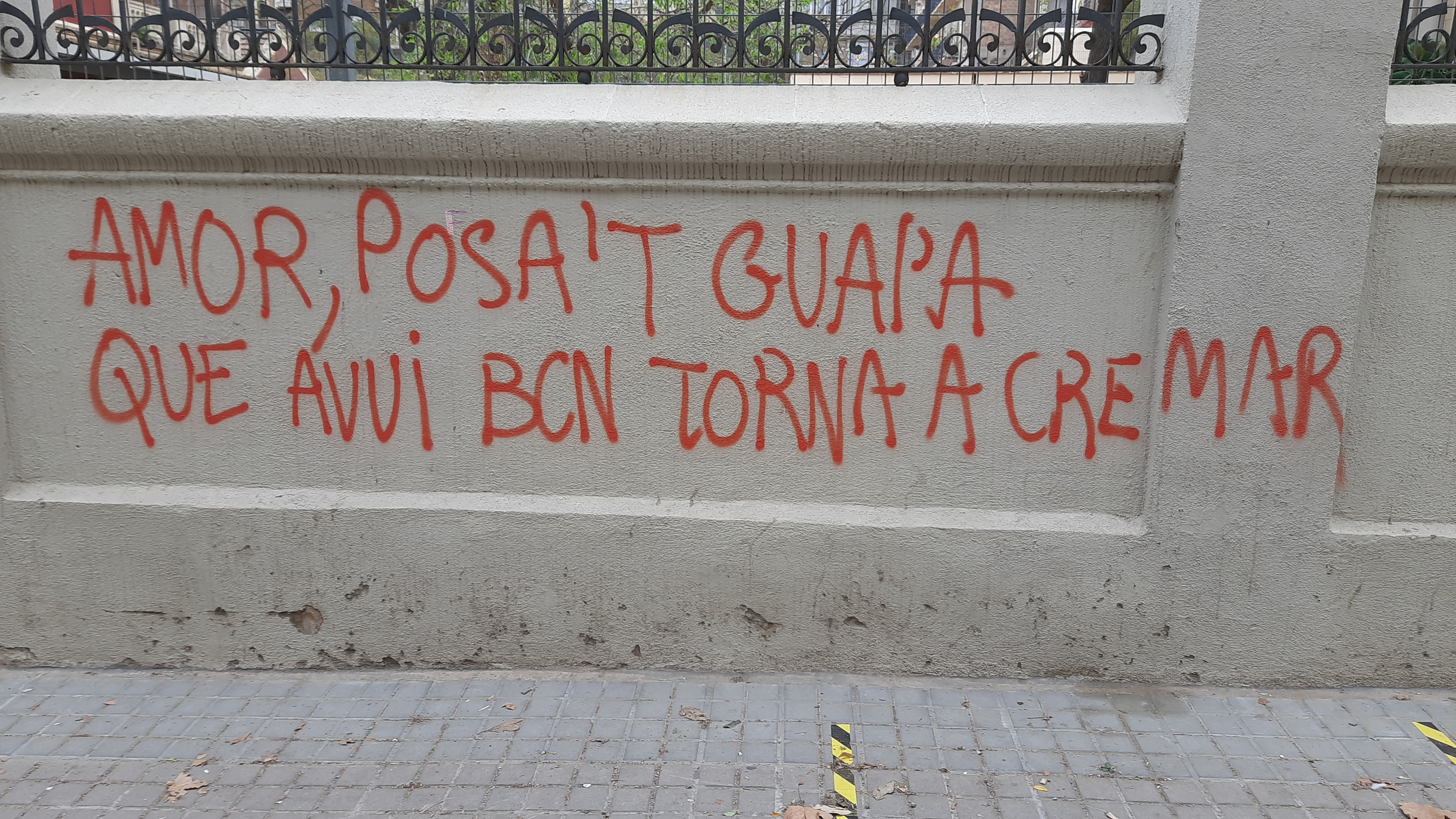
Proclama irònica al carrer Bailèn de Barcelona

## Reaccions

### Reaccions a l'Estat espanyol
- La Candidatura d'Unitat Popular va titllar d'inacceptable l'actuació dels Mossos d'Esquadra, va demanar la dissolució de la BRIMO, la prohibició dels projectils de foam i va condicionar les negociacions al Govern de la Generalitat a posar sobre la taula el model de seguretat pública a més de demanar la dimissió del conseller d'Interior Miquel Sàmper.[71][72]
- Junts per Catalunya va valorar críticament les actuacions dels Mossos d'Esquadra i va demanar que els «errors no poden quedar impunes».[73]
- Podem, de la mà de Pablo Iglesias i Pablo Echenique, van posicionar-se a favor dels manifestants.[71]
- El PSOE, de la mà de la vicepresidenta primera Carmen Calvo va defensar l'actuació de les forces de seguretat i va dir que l'actitud dels manifestants «no té res a veure amb la llibertat d'expressió».[71]
- Coalició Compromís, Unides Podem i Esquerra Republicana del País Valencià, condemnaren la brutalitat policial, exigiren responsabilitats a la Delegació del govern espanyol i demanaren una compareixença de la delegada «per donar compte de les càrregues policials».[25]
- Jordi Cuixart, president d'Òmnium Cultural, adreçà unes paraules al raper en una carta oberta des de la presó de Lledoners, publicada a la Directa i El Salto, per «convertir tota frustració en lluita per l'esperança» i perquè «davant la por als rapers, a les urnes o als activistes culturals, l'única resposta és tornar-ho a fer».[74]
- El lehendakari Iñigo Urkullu condemnà els atacs vandàlics que es van produir a diverses seus del PSE-EE i a la seu Elkarrekin Podemos a Durango, les quals van aparèixer amb pintades durant les protestes. Va afirmar que «aquestes agressions atempten contra la pluralitat, la tolerància i la convivència. Atempten contra la llibertat i l'essència de la democràcia».[75]
- El dia 17 de febrer, l'ajuntament de Barcelona condemnà l'empresonament de Pablo Hasél i demanà reformes al Codi Penal en què els delictes relacionats amb la llibertat d'expressió només es castiguin amb sanció.[76] La proposició fou presentada per JxCat i rebé el suport de BEC, PSC i ERC.[76]
- L'alcaldessa de Barcelona, Ada Colau, va demanar al president espanyol Pedro Sánchez l'indult pel raper condemnat, ja que considerà que la reforma per a protegir la llibertat d'expressió i impedir un altre cas injust és lenta.[77] També va criticar la violència de les protestes duta a terme per petits grups i va assegurar que «defensar la llibertat d'expressió no justifica, en cap cas, destrossar mobiliari, espantar a veïns, perjudicar comerços o atacar a mitjans de comunicació».[78][79]
- L'antropòleg Manuel Delgado plantejà el debat sobre la definició de violència, que pot tenir significats diferents segons qui l'exerceixi, i les causes de la revolta[80] que «sempre expressen un descontentament social que és crònic, com correspon en una societat que és injusta i és feta d'asimetries», així com de la naturalesa intrínsecament conflictiva de les societats complexes fruit del malestar, i la seva dimensió ritual que es tradueix en ràbia i la conseqüent criminalització mediàtica de la protesta.[81]
- El 5 de març de 2021, el PEN català va realitzar una marató de vuit hores a internet per a demanar la llibertat de Pablo Hasél a fi de visibilitzar la «injustícia» d'una sentència que «vulnera la llibertat d'expressió», en una jornada que va comptar amb la participació d'autories com Ngũgĩ wa Thiong'o, Bashkar Sunkara, Burhan Sönmez, Jennifer Clement, Vijay Prashad, Valtònyc i David Fernàndez, que van reclamar la reforma del Codi penal espanyol i la derogació de la Llei mordassa.[82]
- La Plataforma 3 d'Octubre denuncià la «criminalització» del jovent que protesta als carrers i exigí la fi de la «repressió» a les manifestacions. El col·lectiu exposà que l'entrada a presó del raper lleidatà fou el detonant que feu vessar el vas de «la ràbia i la indignació acumulada». També demanaren que es posés en llibertat sense càrrec els detinguts, instaren la Generalitat a retirar-se com a acusació de causes pendents i exigiren la dissolució de la Brimo.[83]
- L'agost de 2021, la Intersindical-CSC alertà que el Departament d'Interior de la Generalitat obrí un expedient sancionador a un bomber afiliat al sindicat per solidaritzar-se amb Pablo Hasél en posar «Muerte a los borbones» del cantant en un l'altaveu penjat d'una grua de 30 metres al Parc de Bombers de Lleida a fi que s'escoltés des de la presó que queda just a tocar,[84] tot denunciant l'«actitud inquisitorial de l'administració autonòmica».[85]

### Reaccions internacionals

#### Cobertura informativa
La cadena anglesa BBC es feu ressò de les mobilitzacions i en destacà la presència d'assistents a Girona i a Lleida amb un reportatge dels aldarulls i del llançament d'objectes contra els Mossos d'Esquadra. A Turquia, el canal de televisió A Haber dedicà una peça informativa als telenotícies per explicar el cas i les consegüents protestes, així com una notícia distribuïda per l'agència estatal de notícies Anadolu Agency.
Els mitjans estatunidencs CNN i The New York Times també li'n dedicaren notícies i fotogaleries amb el context de la seua detenció i càrrecs d'empresonament, inclosa la condemna d'Amnistia Internacional sobre el cas.

#### Declaracions polítiques i diplomàtiques
- El 16 de febrer, el canceller de Veneçuela, Jorge Arreaza, es va solidaritzar amb el raper. Va manifestar el seu desig que les institucions espanyoles «reflexionin» sobre el cas Hasél, i va preguntar que «si van refugiar i protegeixen avui un terrorista com Leopoldo López… Què més els puc dir?».[91][92]
- L'endemà, el president del país llatinoamericà, Nicolás Maduro, també va criticar el seu empresonament i va dir que «el rap és un gènere de música rebel, crítica, necessària, (...) i solament per cantar està empresonat».[92]

- L'expresident bolivià Evo Morales Ayma va condemnar l'empresonament de Pablo Hasél i va afirmar que «Sols el poble salva al poble, tal com va demostrar la mobilització a Barcelona».[93] En el mateix dia, el president mexicà López Obrador també ho va criticar i va mostrar la seva solidaritat.[92]

- L'eurodiputat alemany del Partit Pirata d'Alemanya, Patrick Breyer, va criticar l'empresonament i va piular que «la llibertat d'expressió a Espanya està en perill, la música no és un crim».[94] La comissària pels Drets Humans al Consell d’Europa, Dunja Mijatović, mostrà preocupació per l'empresonament de Pablo Hasél i assegura que «l'ús excessiu de la legislació antiterrorista amenaça la llibertat d'expressió».[95]

- L'11 de març, la comissària de Drets Humans del Consell d'Europa, Dunja Mijatović, advertí per carta Espanya per la violació de la llibertat d’expressió i les creixents condemnes a la presó d'artistes i activistes dels últims anys, «un dret d'importància crucial per a un debat públic lliure i plural», i li exigí reformes legals i adaptà el seu Codi penal als estàndards internacionals: «una reforma dels delictes d'injúries a la Corona, enaltiment del terrorisme, ofenses religioses, discurs d'odi i difamació».[96]
- El 7 d'abril, el manifest conjunt de Freemuse i el PEN Club Internacional adreçat al president Pedro Sánchez aparegué sotasignat per 18 eurodiputats amb l'objectiu de donar suport a la protecció de la llibertat d'expressió artística a l'Estat espanyol remarcant la necessitat de derogar la Llei mordassa, fer que les injúries a la Corona no siguin un delicte i que, per tant, es retiressin les acusacions i el raper Pablo Hasél pogués sortir de la presó.[97][98]

#### Cultura popular
- El diumenge 7 de febrer, als jardins de les Tres Xemeneies de Barcelona l'elaboració de diferents murals reclamaren la llibertat del cantant. L'artista Roc Blackblock pintà un retrat de Joan Carles I junt a la paraula «Ladrón» que fou esborrat pel servei de neteja de l'Ajuntament de Barcelona.[99] Els dies següents, nombrosos artistes del mural i del grafiti expressaren el seu rebuig per l'empresonament de Pablo Hasél als murs dels Països Catalans.[100]
- El 21 de febrer, el grup de crossover rus Moscow Death Brigade publicà el videoclip «Free Pablo Hasel Graffiti» en suport al raper antifeixista empresonat per criticar les autoritats.[101]
- L'artista de carrer italià Jorit pintà un mural de 15x10 metres en una pista de bàsquet abandonada al barri de Bagnoli, a Nàpols, un enorme retrat del raper català Pablo Hasél era «donar suport a la seva lluita» i perquè considera que «empresonar un artista és una cosa molt greu i tothom hauria de solidaritzar-se amb Pablo Hasél. No es pot empresonar un artista per una cançó o per un mural».[102]
- Des de l'escena rap, foren diversos els artistes que es solidaritzaren amb el raper i en reclamaren la llibertat immediata, com La Queency i Cooba amb la cançó «Free Pablito»[103] o Kento amb «Free Pablo Hasél».[104]

## Repressió judicial
La primera condemna per les protestes ciutadanes contra l'empresonament de Pablo Hasél va arribar el 22 de juny de 2022. Un jove manifestant escocès veí de la capital catalana, William Aitken, va ser condemnat per l'Audiència Provincial de Barcelona per un delicte d'aldarulls i d'atemptat contra l'autoritat a cinc anys i un mes de presó per, suposadament, llençar pedres contra els Mossos d’Esquadra i moure contenidors a la Gran Via de les Corts Catalanes durant una manifestació que va començar als Jardinets de Gràcia, amb l'agreujant de portar un monopatí. L'organització antirepressiva Alerta Solidària, en representació de l'acusat, va considerar la sentència desproporcionada i plena de contradiccions entre el relat dels agents de policia. El jove el van detenir en la segona nit de protestes juntament amb una trentena de persones més i va estar durant un mes a presó preventiva amb l'argument que el Regne Unit és un país de fora la Unió Europea des del Brèxit i hi havia risc de fugida.